# Peštalevo
Peštalevo (makedonska: Пешталево) är en ort i Nordmakedonien. Den ligger i kommunen Dolneni, i den centrala delen av landet, 60 kilometer söder om huvudstaden Skopje. Peštalevo ligger 613 meter över havet och antalet invånare är 500.